# 국제 물품 매매 계약에 관한 유엔 협약

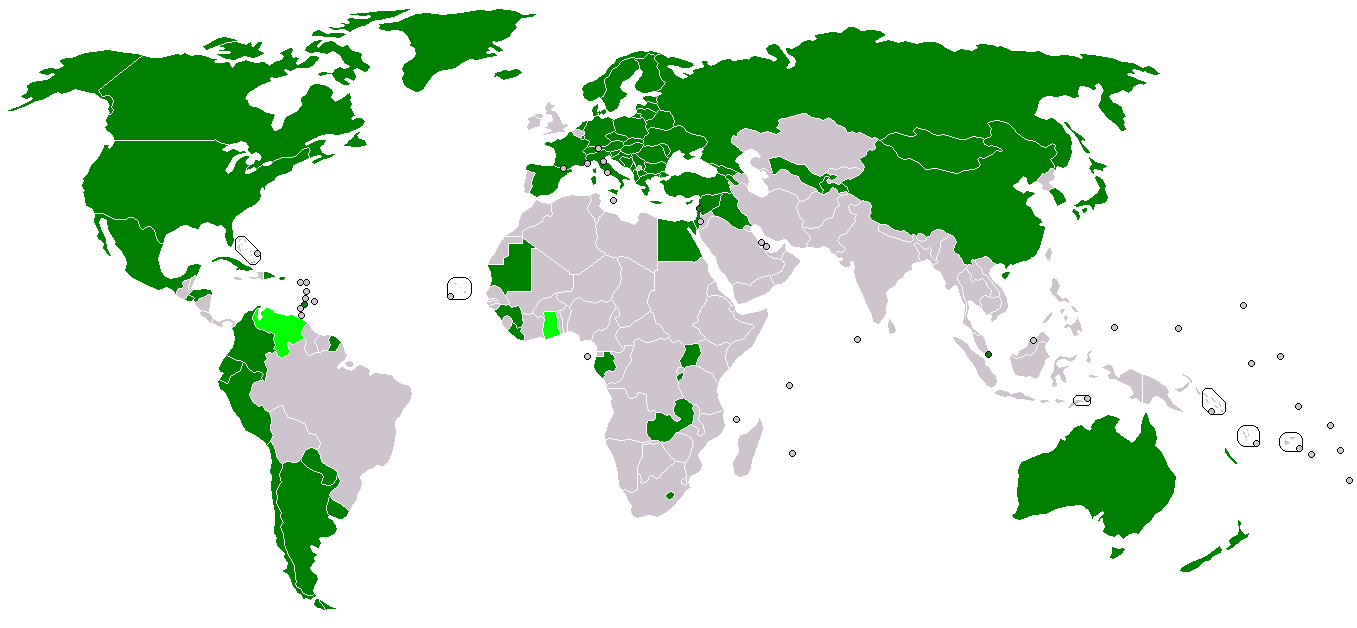

국제 물품 매매 계약에 관한 유엔 협약(United Nations Convention on Contracts for the International Sale of Goods, CISG)은 국제적 계약법에 관한 협정이다. 유엔통일매매법이라고도 부른다. 이 협약은 유엔 국제 무역법 위원회에 의하여 성안되고, 1980년 3월 오스트리아 빈에서 열린 외교회의에 참석한 62개 국가와 8개의 국제기구가 만장일치로 이 협약을 통과시켰으므로 종종 빈 협약이라고도 한다. 이 협약의 목적은 기본적으로 국제물품매매계약에 관하여 국제적으로 통일된 상관습을 성문화함으로써 무역거래의 법률적인 장벽을 제거하는데 공헌하며, 국제무역의 발전을 증진시키기 위한 것이다. 그 후, 85개국(2017년 3월 기준)이 조인을 한 성공적인 국제조약이다.
이 협약은 각국의 매매법 자체의 통일을 목적으로 하지 않으므로 국내매매법체계는 협약의 직접적인 영향을 받지 않으며 유지될 수 있다. 협약은 다양한 법률문화적 배경을 가진 국가의 법률가들에 의해 성안된 것으로, 매매계약에 대한 단행법의 체계를 취하는 점에서 영미법계에 친숙하고 미국통일상법전의 영향이 컸다고 하지만, 선진국과 개발도상국간 또한 영미법계와 대륙법계의 타협의 산물이다.
체약국의 국내물품매매는 체약국의 민 · 상법에 의하여, 체약국 당사자 간의 국제물품매매는 이 협약(준거법이 체약국법인 경우) 또는 국제사법에 의해 결정되는 준거법(준거법이 비체약국법인 경우)에 의하여 각각 규율되므로 규범체계가 다원화되었다
이 협약은 국제적인 매매에 있어서 예측가능성을 높이게 되며, 체약국에 있어서는 이 협약이 국제매매에 관한 한 국내법에 우선하여 적용될 것이므로 체약국들간에 매매법의 통일을 기할 수 있는 계기가 되며, 국제무역거래에서 단순하면서도 합리적인 규점을 제시함으로써 당사자들의 예측가능성을 제공하여 보다 활발한 무역거래의 발전에 큰 역할을 할 것이며, 평등과 상호이익을 기초로 하는 국제무역의 발전에 국가간의 우호를 촉진하는데 중요한 요소임을 고려하여 국제무역에 있어서 법률적 장벽을 제거, 자국의 무역발전을 통한 국가경제의 발전을 기대할 수 있다. 이 협약은 〈유럽계약법원칙〉(Principles of European Contract Law : PECL)과 〈국제상사계약원칙〉(Principles of International Commercial Contracts: PICC)에도 큰 영향을 미친 결과, 이제 이 협약의 개념과 용어는 매매계약법의 국제적인 공용어(lingua franca)가 되었다고 하여도 지나친 말이 아니다

## 배경
계약이 국경을 넘어 이루어지는 국제 물품 매매 거래에 있어서는 다양하고 복잡한 특성으로 인하여 발생할 수 있는 모든 사안에 대하여 계약상의 권리와 의무 관계를 명확히 규정한다는 것은 불가능하다. 그래서, 국제물품매매계약에 있어서는 당해 거래에 참여한 계약당사자간 자치의 원칙에 따라 상거래계로부터 오랜 기간을 통해 형성되어온 관습 및 관행이 존중된다. 현대 국제상거래에 있어서도 물품이 계약에 적합한 것인지의 여부도 어디까지나 당사자 간의 계약에 의하여 판단된다. 그러나 국제물품매매의 특성 상, 당사자가 기대하지 않았던 일련의 장애가 발생하기 쉬울 뿐더러, 예측된 사태가 발생한 경우에도 계약내용에 대한 당사자의 법리적 해석이 다를 수 있고, 당사자간의 제도 그리고 관습이 서로 상이하므로 인하여 분쟁이 발생할 수도 있다. 이러한 불명확성과 분쟁을 해결하고자 할 경우, 여기에 어느 국가의 계약법을 적용할 것인가 하는 문제가 대두된다. 국제무역거래에서는 일반적으로 당사자 자치를 폭넓게 인정하고 있으므로, 오랜 경험과 전문적인 지식을 토대로 만들어진 정형화된 계약서 또는 거래 관행상의 합의로써 준거법(準據法)을 지정할 수 있다. 준거법의 지정은 중요한 문제이다. 그러나 각국의 매매에 관한 법이 서로 상당한 차이를 보이고 있고 ― 예를 들면 영미법 국가와 대륙법 국가 사이에 거래가 이루어지는 경우가 그러하다 ― 이 경우, 한 나라의 계약법을 다른 나라 사람이 제대로 알 수 없는 경우도 있고, 이로 인해 계약당사자의 이해관계가 서로 대립되므로 계약당사자들에게 공평하게 적용할 수 있는 제3국의 법을 찾기란 현실적으로 많은 어려움이 있다. 이러한 문제는 국제사법에 의해서 준거법을 결정함으로써 해결될 수도 있다. 그러나, 이와 같이 통일된 계약법이 존재하지 않는다는 것 자체가 거래에 커다란 걸림돌이 된다. 통일된 계약법이 존재하지 않는다면 계약관계의 내용과 발생한 분쟁의 법적 결과 등을 예측할 수 없기 때문이다. 불확실성은 거래 그 자체를 방해하게 된다. 따라서 국제적인 거래에 있어서 통일된 계약법의 필요성은 항상 제기되어 왔다. 국제 물품 매매 계약에 관한 유엔 협약은 이에 대한 대표적인 노력의 산물이다.

## 체결과 현황
이 협약은 서방 선진국가, 사회주의 국가 및 제3세계 국가를 포함한 62개국과 8개의 국제기구가 참가한 외교회의를 통하여 심의한 끝에 1980년에 확정되어 1988년 발효하였다. 그리고, 이미 각국의 법원 또는 중재원에서 이에 준거한 판례가 속출하고 있다.

## 구조
이 협약 제1편 제1장(제1조∼제6조)은 이 협약의 적용범위, 제2장(제7조∼제13조)은 총칙에 관하여 규정하고 있다. 즉 적용범위에서는 서로 다른 법률에 의하여 규율되고 있는 양국의 당사자를 위하여 이 협약의 적용에 관한 문제를 규정하고 있으며, 총칙에서는 국제물품매매에 이 협약이 적용될 경우 이 협약의 해석원칙과 상관습수용에 관한 문제를 규정하고 있다. 따라서 이 적용범위와 총칙은 이 협약의 실질적인 내용이라고 할 수 있는 제2편 계약의 성립(제14조∼제24조)과 제3편 물품의 매매(제25조∼제88조)에 관한 규정전반에 걸쳐 영향을 미친다.

## 국내법적 성격
이 협약은 자기집행적(self-executing) 조약에 속하는 바, 그 근거로는 첫째 협약 제2편의 계약의 성립에 관한 규정을 두고 있는 점과 또한 제3편에서 계약당사자의 권리 · 의 무와 계약위반이 있는 경우 상대방의 구제를 다루는 일련의 규정을 두고 있는 것으로 미루어 볼 때, 이들 규정들은 별도의 입법적인 장치가 없더라도 국제매매에 적용이 가능하도록 구체적으로 규정하고 있기 때문이다. 둘째로 협약에 있어 별도의 입법조치가 요구되는 조항은 제4편 최종규정의 일부조항이며, 국제물품매매계약에 적용될 실질적인 규정을 담고 있는 제1편, 제2편 및 제3편의 조항은 모두 별도의 입법조치가 없더라도 충분히 적용가능하며, 협약자체도 국내에서 법률로서 효력을 가지기 위해 체약국에 별도의 입법을 하도록 요구하는 규정이 없다.

## 같이 보기
- 상법